# Абади-ди-Нейва
Аба́ди-ди-Не́йва (порт. Abade de Neiva) — район (фрегезия) в Португалии, входит в округ Брага. Является составной частью муниципалитета Барселуш. Находится в составе крупной городской агломерации Большое Минью. По старому административному делению входил в провинцию Минью. Входит в экономико-статистический субрегион Каваду, который входит в Северный регион. Население составляет 1869 человек (2001 год). Занимает площадь 6,96 км². Основан в 1152 году. Церковь Санта-Мария (XIV век).